# Jean-Pierre De Bruyn
Jean-Pierre De Bruyn (22 juli 1948) is een Belgisch kunsthistoricus en conservator van de Keizerskapel Antwerpen.
In 1974 behaalde De Bruyn een licentiaat in de Pers- en Communicatiewetenschap. Van 1974 tot 1975 werkte hij als wetenschappelijk medewerker bij het Museum voor Schone Kunsten te Gent en van 1976 tot 1984 was hij deskundige bij Kunstveilingen De Vos in Gent.
De Bruyn behaalde in 1982 zijn doctoraat aan de Rijksuniversiteit Gent. Zijn onderzoek mondde uit in de eerste monografie over Erasmus Quellinus II in 1988.
In 1988 werd De Bruyn directeur van de Academie voor Beeldende Kunst in Hamme. Hij zou tot 2011 deze functie bekleden.
Op televisie was De Bruyn van 1987 tot 1992 als presentator te zien in het BRT-programma Stijl, waarbij bezoekers hun kunstvoorwerpen konden laten bekijken en taxeren. Ook werkte hij bij de BRT mee aan kunstprogramma's, zoals de documentaire Antoon Van Dyck (1993), waarvoor hij in 1994 een prijs ontving op het Radio- en Televisiefestival van Monte Carlo.
De Bruyn is sinds 2007 lid van CODART.
In 2008 werd hij conservator van de Keizerskapel in Antwerpen.
In 2015 schonk De Bruyn zijn archief aan het Rubenianum.
De Bruyn is tevens beheerder van het kasteel Achtendries in Gent, dat in eigendom is van zijn familie.

## Expertise
De Bruyn is een expert op het vlak van de werken van Erasmus Quellinus II en werd onder andere door het veilinghuis Sotheby’s gevraagd om werken te certificeren.

## Werken (selectie)
- Jean-Pierre De Bruyn, Erasmus II Quellinus (1607-1678), Freren, 1988 (360 p)
- Jean-Pierre De Bruyn, Dynastie and Culture in Belgium, documentary, Brussels, 1990 (50 minutes)
- Jean-Pierre De Bruyn, Erasmus II Quellinus (1607-1678), addenda et corrigenda, I-V, Antwerpen, Jaarboek Museum voor Schone Kunsten (I-IV, 1977-1997), Mexico-City, Museo Nacional de San Carlo (V, 2002)
- Jean-Pierre De Bruyn, Lessons in Beauty. Sir Anthony Van Dyck, documentary, Brussels, 1993 (50 minutes)(awarded at the Radio and Television-Festival of Monte Carlo in 1994)
- Jean-Pierre De Bruyn, De Dendermondse Schilderschool, een kunsthistorische benadering, Dendermonde, 1994, 1997 (320 p)
- Jean-Pierre De Bruyn, De Keizerskapel te Antwerpen, Antwerpen, 1994 (360 p)
- Jean-Pierre De Bruyn, Pleinairisme in Belgium, documentary, Brussels, 1995 (50 minutes)

- Bibliothèque nationale de France: cb14416291r (data)
- Digitale Bibliotheek voor de Nederlandse Letteren: bruy109
- International Standard Name Identifier: 0000 0001 0937 6408
- Library of Congress Control Number: n87808484
- Nationale Bibliotheek van Israël: 987007315958105171
- Système universitaire de documentation: 179338331
- Virtual International Authority File: 114304748